# Tomàs Barceló
Tomàs Barceló (Mallorca s. XVII- Ciutat de Mallorca,1723) fou un dominic austriacista, catedràtic de retòrica, de filosofia, de teologia i de llengua hebrea a l'Estudi General Lul·lià de Mallorca
Es distingí pels seus coneixements matemàtics i astronòmics. Gran predicador i panegirista. Fou un fervorós defensor de la causa austracista. Publicà Real retrato del austríaco monarca y rey legítimo de las Españas D. Carlos III, que Dios nos guarde, propuesto al Balear cariño... (1706) i Pindáricas flores que a la Reina de ellas la Virgen Santísima del Rosario y a la flor del imperio Carlos III legítimo rey y monarca de las Españas consagra un Balear ingenio...', una col·lecció de poesies en llatí, català i castellà a favor de Carles III. El setembre de 1715, després de l'ocupació borbònica de Mallorca, renuncià a la seva càtedra de retòrica. Deixà manuscrites unes Correcciones y enmiendas a la historia de Mallorca de Don Vicente Mut, que forma part del tom V de les miscel·lànies històriques del cronista Jeroni Alemany, i diversos tractats eclesiàstics, filosòfics i lingüístics.